# Ivo Taillebois
Ivo Taillebois († 1094) war ein mächtiger normannischer Adliger, Sheriff und Tenant-in-Chief im England des 11. Jahrhunderts.

## Leben
Ivo Taillebois war ein Normanne, der höchstwahrscheinlich aus Taillebois stammte, heute ein kleiner Weiler in Saint-Gervais de Briouze, Département Calvados. Er verkaufte Land in Villers an die Abtei Saint-Étienne in Caen und stiftete eine Kirche in Christot in Calvados. Das letztgenannte Diplom wurde von seinem Bruder Robert bezeugt. Ein weiterer Bruder, Ralph Taillebois, war High Sheriff von Bedfordshire, und Ivo wurde nach dem Tod von Ralph kurz vor 1086 dessen Nachfolger als Sheriff.
Im Jahr 1071 belagerte König Wilhelm I. mit Taillebois an der Spitze seines Heeres die Isle of Ely, wo sich der Rebellenführer Hereward the Wake aufhielt. Hereward entkam während der Belagerung der Festnahme, wurde dann aber doch gefangen genommen und eingekerkert; Taillebois hielt Wilhelm davon ab, ihn freizulassen.
Seine Machtbasis scheint in Lincolnshire gelegen zu haben, wo er wahrscheinlich vor 1068 High Sheriff von Lincolnshire wurde. Er heiratete Lucy of Bolingbroke, die Tochter wohl von Thorold, dem Sheriff von Lincolnshire vor der Eroberung, später Countess of Chester, in deren Namen er die umfangreiche Honor of Bolingbroke in Lincolnshire besaß. Im Domesday Book von 1086 taucht er als Tenant-in-Chief auf, dem auch Bourne und viele von dessen Gütern gehörten. William II. stattete ihn außerdem mit den Ländereien von Ribblesdale und Lonsdale in Cumbria an der Grenze zu Schottland aus, möglicherweise für seine Dienste als königlicher Steward. Außerdem erhielt er von William Rufus die Baronie Kendal, die aus einem beträchtlichen Teil von Westmorland bestand.
Ivo beglaubigte vor 1086 mehrere Urkunden für Wilhelm den Eroberer, darunter die Abtei Saint-Amand und die Sankt-Peters-Abtei in Gent, und mehrere für Wilhelm II. Rufus, darunter die Abtei Saint-Florent in Saumur und die Abtei La Sauve-Majeure bei Bordeaux.

## Ehe und Familie
Laut dem Annalisten Petrus von Blois starb Ivos „einzige Tochter, die edel getraut worden war, vor ihrem Vater; damit die bösen Triebe nicht tiefe Wurzeln in der Welt schlugen, wurde das verfluchte Geschlecht dieses bösen Mannes durch die Axt des Allmächtigen, die alle seine Nachkommen tötete, ausgelöscht“. Ivos einzige bekannte Erbin war Beatrix; ihre Söhne mit Ribald of Middleham benutzten später gelegentlich den Nachnamen Taillebois.
Es ist nicht sicher, ob Beatrix eine Tochter von Lucy war, und es ist auch nicht sicher, welche Verbindung Beatrix oder andere Verwandte zu späteren Taillebois-Familien oder der Familie von William de Lancaster I. hatten, der ebenfalls mit dem Familiennamen Taillebois in Verbindung gebracht wurde.
Ivos Witwe Lucy heiratete Roger FitzGerold (de Roumare), 1. Baron von Kendal, durch den sie die Mutter von William de Roumare, 1. Earl of Lincoln, wurde, Lucy heiratete in dritter Ehe Ranulph le Meschin, 1. Earl of Chester, und war die Mutter von vier Kindern, darunter Ranulph de Gernon, 2. Earl of Chester.